# プレシディオ
株式会社プレシディオ（英称：Presidio Corporation）は、日本の映画配給会社で、配給事業だけでなく買付事業も行っている。

## 配給作品
- チャイルド・プレイ　チャッキーの種（2005年8月 日本公開）
- オープンウォーター（2005年6月 日本公開）
- JUST FOR KICKS ジャスト・フォー・キックス（英語版）（2007年5月 日本公開）
- ヒルズ・ハブ・アイズ（2007年9月 日本公開）
- 大統領暗殺（2007年10月 日本公開）
- フライボーイズ（2007年11月17日 日本公開）
- ダーウィン・アワード（2007年12月 日本公開）
- アメリカを売った男（2008年3月 日本公開）
- Mr.ブルックス 完璧なる殺人鬼（2008年5月 日本公開）
- あぁ、結婚生活（2008年9月 日本公開）
- ストレンジャーズ/戦慄の訪問者（2009年4月4日 日本公開）
- バンコック・デンジャラス（2009年5月9日 日本公開）
- アルマズ・プロジェクト（2009年6月 日本公開）
- ハウエルズ家のちょっとおかしなお葬式（2009年8月1日 日本公開）
- ブラック・ウォータ（2009年8月 日本公開）
- ドゥームズデイ（2009年9月 日本公開）
- PUSH 光と闇の能力者（2009年11月7日 日本公開）
- ビッグ・バグズ・パニック（2009年11月 日本公開）
- パーフェクト・ゲッタウェイ（2010年1月23日 日本公開）
- バッド・ルーテナント（2010年2月 日本公開）
- 劇場版DIR EN GREY -UROBOROS-（2010年5月 日本公開）
- サバイバル・オブ・ザ・デッド（2010年6月 日本公開）
- パラノーマル・アクティビティ（2010年1月30日 日本公開）
- クロッシング（2010年10月 日本公開）
- パラノーマル・アクティビティ 第2章 TOKYO NIGHT（2010年11月 公開）（製作・配給）
- ラスト・ソルジャー（2010年11月 日本公開）
- アメイジング・グレイス（2011年3月5日 日本公開）
- ロシアン・ルーレット（2011年6月 日本公開）
- 親愛なるきみへ（2011年9月 日本公開）
- リミットレス（2011年10月 日本公開）
- フェイク・クライム（2011年11月 日本公開）
- ネスト（2011年11月 日本公開）
- パーフェクト・センス（2012年1月 日本公開）
- 英雄の証明（2012年2月 日本公開)
- テイク・シェルター（2012年3月 日本公開）
- キリング・ショット（2012年4月7日 日本公開）
- ディヴァイド（2012年6月9日 日本公開）
- アイアン・スカイ（2012年9月28日 日本公開）
- 劇場版ミッフィー どうぶつえんで宝さがし（2013年3月23日 日本公開）
- サイレントヒル: リベレーション3D（2013年7月12日 日本公開）
- エビデンス -全滅-（2013年10月 日本公開）
- シャドウハンター（2014年4月19日 日本公開）
- NERVE/ナーヴ 世界で一番危険なゲーム（2017年1月6日 日本公開）
- BRAVE STORM ブレイブストーム（2017年11月10日 公開）
- スマート・チェイス（2018年4月27日 日本公開）
- フューチャーワールド（2018年6月23日 日本公開）
- イマジネーションゲーム（2018年7月28日 公開）
- サイバー・ミッション（中国語版）（2019年1月25日 日本公開）
- オーヴァーロード（2019年5月10日 日本公開）
- ジョナサン -ふたつの顔の男-（2019年6月21日 日本公開）
- 薄暮（2019年6月21日 公開）
- Walking Meat（2019年7月19日 公開）
- スタートアップ・ガールズ（2019年9月6日 公開）
- 羊とオオカミの恋と殺人（2019年11月29日 公開）
- バッド・ヘアー（2021年2月12日 公開）
- パーム・スプリングス（2021年4月9日 日本公開）
- ポスト・モーテム 遺体写真家トーマス （2022年2月4日 日本公開）
- サイレント・ナイト （2022年11月18日 日本公開予定）